# Francisco de Ávila (presbítero peruano)
Francisco de Ávila (Cuzco; 1573 - Lima; 1647) fue un franciscano, presbítero doctrinero y extirpador de idolatrías peruano.
Abandonado por sus padres, fue ahijado por el ensayador Cristóbal Rodríguez y su mujer, Beatriz Ávila.

## Carrera eclesiástica
Inició sus estudios en el colegio de los jesuitas del Cuzco y pasó a Lima a proseguirlos en la Universidad Nacional Mayor de San Marcos (1592). Fue ordenado entonces como presbítero (1596) en la iglesia de San Francisco. Optó al grado de Bachiller en Teología (1597) y obtuvo por concurso el curato de San Damián, en Huarochirí, el cual regentó durante diez años (1598-1608).

## Extirpación de idolatrías
Designado además vicario y juez eclesiástico de la provincia, optó los grados de Licenciado (1600) y Doctor en Teología. Empeñado entonces en perseguir hizo la obra de la muerte de Atahualpa. Es el gran representante e iniciador de las campañas de destrucción de las religiones andinas.